# Japanische Kastanien-Eiche
Die Japanische Kastanien-Eiche (Quercus acutissima), auch Gesägte Eiche oder Seidenraupen-Eiche genannt, ist eine Laubbaumart aus der Gattung der Eichen.

## Beschreibung
Die Japanische Kastanien-Eiche ist ein bis zu 30 m hoher, laubabwerfender Baum. Junge Zweige sind 1,5 bis 2 mm stark und gelblich-grau filzig behaart. Ältere Zweige verkahlen, werden gelblich-grau und bilden Lentizellen aus, die eine gelblich-braune Farbe besitzen.
Die Laubblätter stehen an 1 bis 3, selten bis 5 cm langen, zunächst filzigen, später kahl werdenden Blattstielen. Die Blattspreite ist eng elliptisch-lanzettlich, hat eine Länge von 8 bis 19 cm und eine breite von 2 bis 6 cm. Beide Blattseiten sind gleich gefärbt, zunächst filzig behaart, später komplett verkahlend oder nur an den Venen der Blattunterseite filzig. Die Blattbasis ist abgerundet oder breit keilförmig; der Blattrand ist stachelförmig gezähnt; die Spitze lang zugespitzt. Auf jeder Seite der Mittelvene befinden sich 13 bis 18 Nebenvenen, die an der Zähnung des Randes auslaufen. Die von den Nebenvenen ausgehenden tertiären Venen sind auf der Blattunterseite schlank aber deutlich sichtbar und mehr oder weniger parallel.
Die Eicheln entstehen an den Ästen des Vorjahres, stehen einzeln oder zu zweit. Die Blüte beginnt im März bis zum April, die Frucht ist im September bis Oktober des nächsten Jahres reif. Der Fruchtbecher ist becherförmig bis scheibenförmig und hat – die Tragblätter eingeschlossen – einen Durchmesser von 1,9 bis 4,2 cm. Die Tragblätter sind pfriemförmig bis zungenförmig, etwa 1,5 cm lang, zurückgebogen und gräulich. Die Nuss wird zur Hälfte bis zu einem Viertel vom Fruchtbecher umschlossen, sie ist eiförmig bis ellipsoid, 1,5 bis 2 × 1,7 bis 2,2 mm groß, zweifarbig von orange an der Basis mit gleitendem Farbübergang bis grünbraun an der Spitze. Die Spitze der Frucht ist eingedrückt, die Narbe hat einen Durchmesser von 1 cm und ist erhaben. Das Stylopodium hat einen Durchmesser von etwa 4 mm und ist seidenartig, schwach gräulich-braun gefärbt.
Die Früchte sind sehr bitter und werden überwiegend von Vögeln gefressen.
Die Chromosomenzahl beträgt 2n = 24.

## Verbreitung
Die Heimat der Japanischen Kastanien-Eiche liegt in Korea, Japan, China und dem Himalaja. Im östlichen Nordamerika wird sie überaus häufig angebaut (meist, um Wildtieren Eicheln als Nahrung zur Verfügung zu stellen) und ist dort teilweise eingebürgert; in Mitteleuropa dagegen ist diese Art nur selten in großen Gärten und Sammlungen zu sehen.

## Systematik
Die Erstbeschreibung durch den englischen Botaniker William Carruthers wurde 1862 veröffentlicht; auf das gleiche Jahr wird die Einführung der Art in Großbritannien datiert.